# Sicilian Avenue
 (avril 2020).

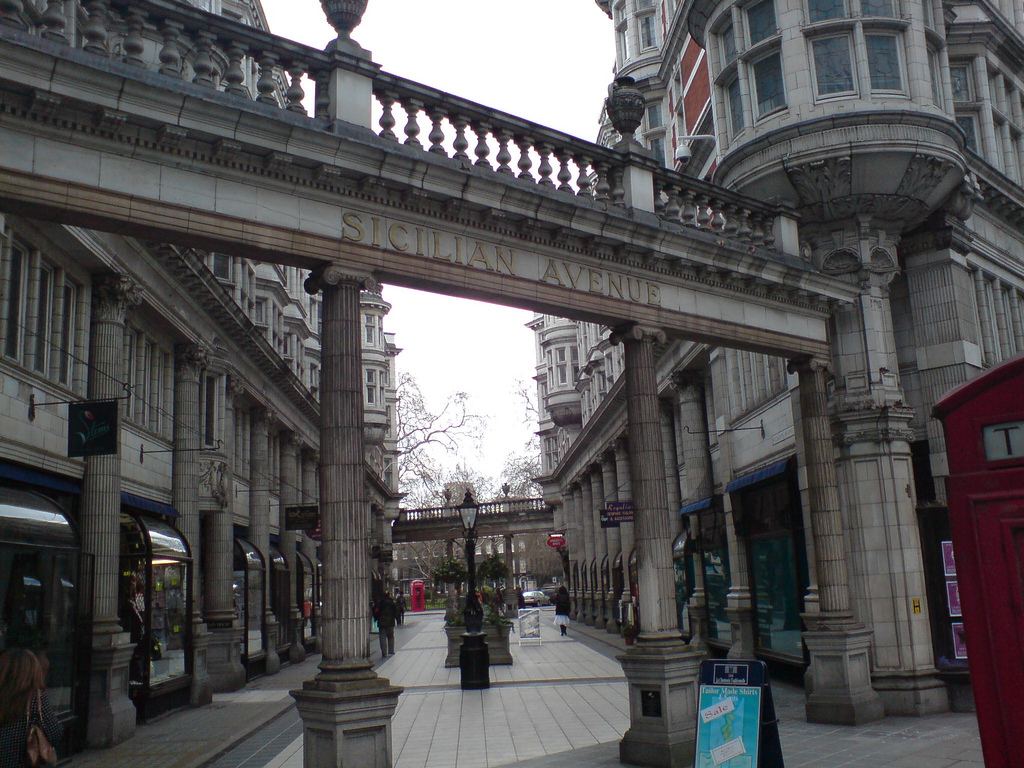
Sicilian Avenue, Londres

Sicilian Avenue est une rue commerçante piétonne située à Bloomsbury, à Londres. Elle ressemble à une arcade à ciel ouvert  qui s'étend en diagonale entre Southampton Row et Bloomsbury Way. 
La rue a été conçue par l'architecte Robert Worley en 1906 (achevée en 1910) dans un style édouardien monumental  utilisant du marbre italien partout, des colonnades et des tourelles . 
L'endroit est bien conservé et compte un certain nombre de boutiques, de cafés et de restaurants . 
Au-dessus des activités commerciales situées au rez-de-chaussée, des immeubles de cinq étages ornés de bandeaux en terre cuite sont occupés par des bureaux (anciennement des appartements). Des colonnes ioniques sur des socles, portant le nom de la rue en caractères dorés, ont été placées aux entrées est et ouest de l'avenue . 
Plusieurs scènes du film 2018 Le Cercle littéraire de Guernesey y ont été tournées . 
1-29, 6-20, 25-35 et 35A sont classés Grade II sur la liste du patrimoine national de l'Angleterre. Les trois lampadaires de l'avenue Sicilienne sont également classés Grade II. 

## Voir également
- Woburn Walk
- Arcade de Piccadilly
- Royal Arcade, Londres
- Burlington Arcade
- Marché de Leadenhall